# 파올로 로시
파올로 로시(이탈리아어: Paolo Rossi ˈpaːolo ˈrossi[*]; 1956년 9월 23일, 토스카나 주 프라토 ~ 2020년 12월 9일, 토스카나 주 시에나)는 이탈리아의 전 프로 축구 선수로, 현역 시절 공격수로 활약했다. 그는 이탈리아의 1982년 월드컵 우승을 견인했는데, 이 과정에서 6골로 득점왕에 올라 골든 부트와 최우수 선수로서 골든 볼을 동시에 석권했다. 로시는 월드컵의 득점왕, 최우수 선수, 트로피를 공식적으로 동시에 석권한 유일한 인물이자, 유일한 유럽인이며, 비공식적으로는 1962년의 가린샤와 1978년의 마리오 켐페스가 같은 업적을 달성했다. 로시는 이 업적으로 같은 해 발롱도르도 가져갔고, 유럽 올해의 선수로도 지명되었다.(발롱도르까지 합치면 위의 4개 상을 동시에 석권한 유일한 인물이다.) 그는 로베르토 바조와 크리스티안 비에리와 더불어 이탈리아 국가대표팀의 월드컵 역대 최다 공동 득점자로 각각 9골을 기록했다.
클럽 무대에서, 로시는 비첸차의 빼어난 골잡이였다. 1976년, 그는 비첸차에서 유벤투스로 역대 최고 이적료 공동 소유 계약으로 입단했다. 비첸차는 그의 지분을 통해 로시를 잔류시켰고, 로시는 1977년에 세리에 B의 득점왕에 올라 소속 구단의 세리에 A 승격에 일조했다. 이듬해, 로시는 24골을 득점해 세리에 B와 세리에 A에서 연속으로 득점왕에 올린 최초의 선수로 이름을 남겼다. 로시는 1981년에 유벤투스 신고식을 치렀고, 2차례 세리에 A 우승을 포함해 코파 이탈리아, 유러피언 컵위너스컵, UEFA 슈퍼컵, 그리고 유러피언컵 우승을 경험했다. 클럽과 국가대표팀에서 큰 성공을 거둔 그는 월드컵, 챔피언스리그, 발롱도르를 모두 거머쥔 9명밖에 안되는 선수들의 목록에 이름을 올렸다.
펠레는 2004년에 FIFA의 100주년 행사에서 역대 최고의 살아있는 125명의 축구인 목록에 이탈리아 축구 역대 최고의 선수로 손꼽히는 로시를 올렸다. 같은 해 로시는 UEFA 50주년 여론 조사 목록에서 12위에 올랐다. 현역 은퇴 후, 로시는 스카이, 미디어셋 프리미엄, 그리고 라이 스포츠에서 평론가로 활동하다 2020년 12월 9일에 영면에 들었다.

## 경력

### 초년
로시는 이탈리아 토스카나 주 프라토의 사람으로 산타 루차 동네에서 유년을 보냈다.
비록 그는 1972-73 시즌에 1군으로 올라서 1973년에 유벤투스 일원으로 코파 이탈리아 경기에 출전해 이탈리아 프로 무대에 신고식을 치렀고, 1973년 인터콘티넨털컵에서 준우승을 거두었다. 그는 초년 시절에 잦은 부상을 당해 1972년과 1975년 사이 유벤투스에서 코파 이탈리아 3경기를 출전하는데 그쳤고, 무득점으로 침묵했다. 무릎 부상을 세 차례 겪은 그는 코모로 경험을 쌓기 위해 둥지를 옮겼고, 1975-76 시즌에 작은 신장이 문제가 되지 않을 우측 공격수로서 처음으로 세리에 A 경기를 치렀다. 그는 코모에서 6번의 경기에 출전했지만, 이번에도 골맛을 보지 못했다.

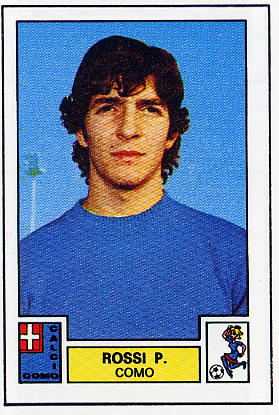
1975년, 코모 시절의 신예 파올로 로시

그는 비첸차에 임대로 입단하면서 경력에 반전이 일어났다. 조반니 바티스타 파브리는 시즌 개막을 앞두고 측면에서 당시 주포가 부상으로 쓰러져 공석이 된 중앙 공격을 맡겼다. 로시는 얼마 지나지 않아 문전으로 침투해 득점하는데 도를 텄고, 더 앞쪽으로 자리를 옮긴 첫 해에 21골로 세리에 B 득점왕에 올랐다. 1976-77 시즌, 로시는 대체 불가능한 자원으로 거듭나 소속 구단의 세리에 A 승격으로 이끌었고, 비첸차는 같은 해에 코파 이탈리아의 2차 조별 리그까지 올라갔다. 이듬해, 로시는 24골을 득점해 세리에 B와 세리에 A에서 연속으로 득점왕에 등극한 최초의 선수로도 이름을 올렸고, 비첸차는 같은 해 1977-78 시즌 리그에서 그를 공동 소유한 유벤투스에 이어 준우승을 거두는 대이변을 연출했다. 그는 자신의 맹활약에 힘입어 엔초 베아르초트호의 이탈리아 국가대표팀 일원으로 1978년 월드컵에 참가했다. 로시는 1977년 12월 21일에 베아르초트호의 일원으로서 1-0으로 이긴 벨기에 원정 경기에서 첫 국가대표팀 경기를 치렀다.
로시는 1978년 월드컵에서 일취월장한 기량을 과시했는데, 세계구급으로 손꼽히는 공격수로서 국제적인 관심을 끌었다. 이탈리아의 중앙 공격수인 그는 다른 두 명의 공격수와 위치를 바꾸어 가며 본래 맡았던 우측 공격을 맡기도 했다. 양발잡이 우측 공격수 프란코 카우시오가 왼쪽으로 이동했고, 이탈리아의 장신 좌측 공격수 로베르토 베테가가 중앙으로 이동했다. 이 단순한 전술은 전방 세 선수가 기술적 역량이 출중해 구현할 수 있었고, 상대 수비진을 크게 휘저었고, 이탈리아는 본선에서 흥미로운 공격 축구를 선보였다. 로시는 이 대회에서 3골 4도움을 기록했고, 이탈리아는 이 월드컵에서 4위의 성적을 냈다. 그는 이 대회에서의 활약으로 대회의 선수단에 오르고 비공식적으로 최우수 선수 2위에 이름을 올렸다. 로시는 1978년 6월 2일에 프랑스와의 1차전 경기에서 선제골을 기록해 2-1 승리를 견인했는데, 이 골은 그의 첫 이탈리아 국가대표팀 득점이기도 했다.
이 시기까지, 로시는 비첸차와 유벤투스의 공동 소유였다. 두 구단은 소유권을 놓고 본격적으로 합의를 보았는데, 비첸차는 로시에 2.612B ITL의 파격적인 제안을 해 역대 최고 이적료를 기록해 당시 이탈리아 스포츠 역사상 가장 가치가 높은 선수가 되었다. 1978년 월드컵 후인 1978-79 시즌, 로시는 비첸차 소속으로 UEFA컵에서 유럽대항전 첫 경기를 치렀고, 세리에 A에서도 15골을 기록했지만, 또다시 부상 악령이 덮쳤고, 비첸차는 세리에 B로 강등되었다. 로시는 이후 페루자로 임대되어 세리에 A에서의 활약을 이어나갔다.

### 승부조작 스캔들
페루자 시절, 그는 1979-80 시즌에 세리에 A에서 13골을 득점했고, UEFA컵에서도 16강 진출에 일조했다. 그러나, 같은 해 그는 불법 도박으로 1980년 토토네로 스캔들에 연루되었고, 그 결과 로시는 3년 동안 선수 활동 정지 징계가 내려졌는데, 이는 나중에 이의 제기에 따라 2년으로 줄어들었다. 그 결과, 로시는 유로 1980에 참가하지 못하게 되었는데, 이탈리아는 안방에서 열린 이 대회를 4위로 마감했다. 징계에도 불구하고, 로시는 자신의 혐의를 부인했고, 부당하게 징계를 받았다고 주장했다.

### 1982년 월드컵

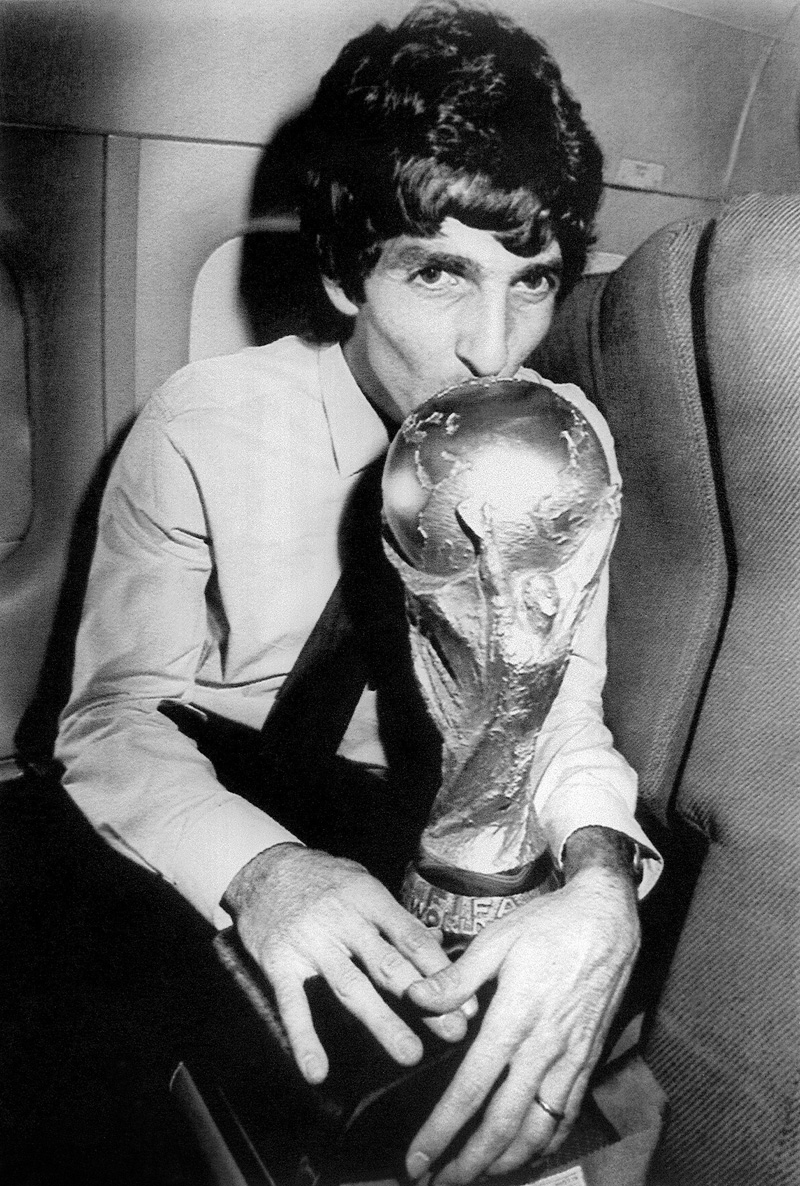
1982년 월드컵 우승 후 귀국행 비행기에서 트로피에 입을 맞추는 파올로 로시.

징계에도 불구하고, 유벤투스는 1981년에 그를 재영입했고, 로시는 1981-82 시즌 말에 선발 명단에 다시 이름을 올려 1981-82 시즌 우승에 공헌했고,(3경기 출전 1골 득점) 스페인에서 열린 1982년 월드컵에도 참가했다. 이탈리아 기자들과 카드 섹션은 그의 부진한 활약을 비난했는데, 이는 당시 이탈리아가 처음 3번의 1차 조별 리그전에서의 부진한 활약으로 인한 것이었고, 그는 "무의미하게 배회하는 유령"으로 조롱당했다.
그러나 엔초 베아르초트는 뜻을 굽히지 않고, 중요한 2차 조별 리그에서도 로시를 선발시킬 것임을 못밖았고, 이탈리아는 전번 월드컵을 우승한 아르헨티나와 정상급 선수인 소크라치스, 지쿠, 파우캉이 포진한 우승 후보 브라질을 상대했다. 이탈리아는 클라우디오 젠틸레와 가에타노 시레아가 거물 디에고 마라도나를 수비적으로 잘 견제하며 아르헨티나를 2-1로 따돌리고, 로시는 브라질전에서 해트트릭으로 3-2 승리를 견인해 준결승전에 안착했다. 로시는 폴란드와의 준결승전에도 2골을 득점해 이탈리아를 1982년 월드컵 결승전에 올려놓았다. 로시는 서독과의 결승전에서도 정지 상황에서 경기가 재개된 후 젠틸레가 건낸 공을 접수하여 선제골을 기록했다. 이탈리아는 뒤이어 2골을 득점해 3-1로 이기고 통산 3번째 월드컵 우승을 거두었다. 6골을 득점한 파올로 로시는 득점왕으로서 골든 부트를 손에 넣었고, 대회 최우수 선수로서 골든볼도 품었고, 2대회 연속으로 대회의 선수단에 이름을 올렸다.
이탈리아의 지지자들은 "최우수 선수"라고 추켜세우는 현수막을 들어올렸다. 로시는 스페인에서의 맹활약으로 1982년에 유럽 올해의 선수로 지명되었고, 올해 세계의 선수와 옹즈도르의 주인공으로도 선정되었다. 그는 스페인 대회에서 득점왕에 올라 "작은 파블로"(Pablito)나 "투우사"(torero)의 별칭이 붙기도 했다. 대회에서 기록한 득점과 도움 중 로시는 1982년 월드컵 우승에서 58%를 직접 공헌한 것으로 분석되었다.
로시는 1982년 월드컵 본선에서 6골을 득점해 이탈리아의 전국적 영웅으로 등극했다. 가디언지의 피터 메이슨 기자는 월드컵 우승과정에서 기록한 결승전 선제골이 "축구계의 정상급 국가들 중 1938년 이래로 월드컵을 우승하지 못했으며 수 년간 사회적 정치적으로 불안했던 전국적으로 황홀케 한 순간이었다... 우승으로 헤아릴 수 없는 정신적 제고를 부축였고, 로시는 그 향연의 중심에 섰다"라고 평했다.

## 말년과 최후

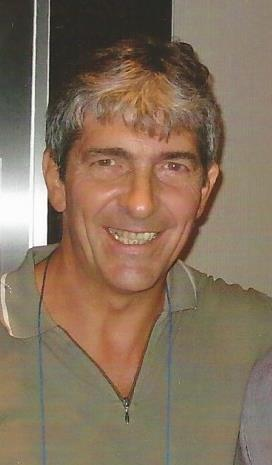
2007년의 로시

1982년 월드컵 종료 후, 로시는 유벤투스에서 계속 활약했다. 1982-83 시즌, 유벤투스는 세리에 A 준우승을 거두었고, 코파 이탈리아는 자신의 5골에 힘입어 우승했다. 그는 유벤투스의 같은 해 유러피언컵 결승전에 올려놓았지만, 함부르크에 막히며 준우승에 그쳤다. 그는 그 시즌 유러피언컵에서 6골로 최다 득점자에 이름을 올렸다. 1983-84 시즌, 로시는 자신의 2번째 리그 우승을 경험했는데, 이 과정에서 13골을 득점했고, 1983-84 시즌 유러피언 컵위너스컵 우승을 거두고 뒤이어 1984년 UEFA 슈퍼컵도 석권했다. 로시는 유벤투스에서의 마지막 시즌인 1984-85 시즌에 마침내 유러피언컵을 들어올렸는데, 이 대회에서 5골을 득점해 7골을 득점한 동료 미셸 플라티니와 예테보리의 토르비예른 닐손에 이어 득점 3위에 이름을 올렸다.
1985년에 유벤투스를 떠난 로시는 당시 중하위권에서 고전하는 밀란으로 이적했다. 로시는 밀란에서 인테르나치오날레와의 마돈니나 더비 경기에서 2골을 기록한 것으로 회자된다. 로시는 멕시코에서 열린 1986년 월드컵에도 이탈리아 선수단 일원으로 발탁되었지만, 경기에 출전하지는 못했다. 그는 부상을 당하면서 선수단은 현장의 높은 해발 고도 적응 문제 등으로 인해 기량적으로 하락했다. 그 결과, 그를 대신해 주세페 갈데리시가 선발 공격수로 출전했다. 그는 1986년 5월 11일, 나폴리에서 2-0으로 이긴 중국과의 안방 경기에서 마지막 국가대표팀 경기를 치렀다. 그는 엘라스 베로나에서 1986-87 시즌을 끝으로 은퇴했는데, 베로나는 그 해 세리에 A에서 4위의 성적을 거두었다. 은퇴 후 그는, 전 동료 잔카를로 살비와 부동산 중계업에 종사했다.
로시는 이탈리아 국가대표팀에서 48번의 경기에 출전해 20골을 기록했다. 또한, 로시는 이탈리아 역대 최다 월드컵 득점자로 로베르토 바조와 크리스티안 비에리와 함께 9골을 기록했다. 그의 월드컵 9골 중 6골은 1982년 월드컵에서 7경기 출전해 기록했고, 나머지 3골은 1978년 월드컵에서 7경기를 뛰며 기록했는데, 당시 이탈리아는 4위의 성적을 거두었다. 로시는 이탈리아 대표로 1991년 월드컵 오브 마스터스에 출전해 우루과이와의 3위 결정전에서 득점을 올렸다.
펠레는 2004년 3월에 로시를 살아있는 가장 위대한 선수 125명의 명단에 이름을 올렸다. 같은 해 로시는 UEFA 50주년 여론 조사에서 12위에 이름을 올렸다.
1990년 8월, 그는 레가 프로 프리마 디비시오네의 페시나 발레 델 조벤코의 부회장으로 명명되었다.
은퇴 후, 그는 스카이, 미디어셋 프리미엄, 그리고 라이 스포츠에서 평론가로 활동했다.
2020년 12월 9일, 로시는 향년 64세에 폐암으로 영면에 들었다. 로시는 두 번째 아내 페데리카 카펠레티와 슬하의 자녀 3명을 유족으로 남겼다. 같은 해 12월 12일, 비첸차에서 진행된 그의 장례식에 수 천명의 조문객이 참가한 와중에, 부치네의 자택에 도둑이 들었다.

## 경기 방식
파올로 로시는 이탈리아 역대 손꼽히는 득점력을 뽐낸 공격수로 평가된다. 그는 비록 전형적인 완전체 공격수의 위협적인 신체적 조건이 없었지만, 로시는 주력, 민첩성, 골 결정력을 갖춘 우아한 중앙 공격수로, 기술력, 균형감각, 빠른 반사신경, 정확한 조준력, 그리고 골냄새를 맡는 능력을 결합해 상대 수비를 예측하고 문전에서 공을 잡으면 위협적인 존재였다. 그는 부족한 힘, 신체조건, 그리고 공을 차는 힘을 기회 포착력, 지능, 위치선정, 그리고 날카로운 양발과 머리 마무리로 보완했고, 그에 따라 공중 경합에 두각을 나타냈고, 작은 키로도 상대적으로 큰 상대를 제압하고 공을 따낼 수 있었다. 역설적이게도, 그는 정지 상황에서 큰 재미를 보지 못했다. 비록 로시는 문전에서 큰 위협이었던 공격수이기도 했지만, 프로 경력 초창기에는 우측 공격수를 맡았고, 유벤투스 말년에는 후방 공격수로도 배치되어 미드필더 신입생들과 전술적 호환을 이루었다. 특히 즈비그니에프 보니에크나 미셸 플라티니와 함께 공을 잡아 상대 수비를 정위치에서 끌어내 동료의 공간을 만들고 공간이 생기면 침투해 들어가 공격을 이어나가는 방식으로 전개해 나갔다.

## 경력 통계

### 클럽
| 구단          | 시즌      | 리그      | 리그 | 리그 | 코파 이탈리아 | 코파 이탈리아 | 유럽 | 유럽 | 합계 | 합계 |
| 구단          | 시즌      | 리그명    | 출장 | 골   | 출장          | 골            | 출장 | 골   | 출장 | 골   |
| ------------- | --------- | --------- | ---- | ---- | ------------- | ------------- | ---- | ---- | ---- | ---- |
| 유벤투스      | 1973–74   | 세리에 A  | 0    | 0    | 1             | 0             | 0    | 0    | 1    | 0    |
| 유벤투스      | 1974–75   | 세리에 A  | 0    | 0    | 2             | 0             | 0    | 0    | 2    | 0    |
| 유벤투스      | 합계      | 합계      | 0    | 0    | 3             | 0             | 0    | 0    | 3    | 0    |
| 코모          | 1975–76   | 세리에 A  | 6    | 0    | 0             | 0             | 0    | 0    | 6    | 0    |
| 비첸차        | 1976–77   | 세리에 B  | 36   | 21   | 6             | 2             | 0    | 0    | 42   | 23   |
| 비첸차        | 1977–78   | 세리에 A  | 30   | 24   | 4             | 2             | 0    | 0    | 34   | 26   |
| 비첸차        | 1978–79   | 세리에 A  | 28   | 15   | 3             | 2             | 1    | 0    | 32   | 17   |
| 비첸차        | 합계      | 합계      | 94   | 60   | 13            | 6             | 1    | 0    | 108  | 66   |
| 페루자        | 1979–80   | 세리에 A  | 28   | 13   | 4             | 0             | 4    | 1    | 36   | 14   |
| 페루자        | 1980–81   | 세리에 A  | 0    | 0    | 0             | 0             | 0    | 0    | 0    | 0    |
| 페루자        | 합계      | 합계      | 28   | 13   | 4             | 0             | 4    | 1    | 36   | 14   |
| 유벤투스      | 1981–82   | 세리에 A  | 3    | 1    | 0             | 0             | 0    | 0    | 3    | 1    |
| 유벤투스      | 1982–83   | 세리에 A  | 23   | 7    | 11            | 5             | 9    | 6    | 43   | 18   |
| 유벤투스      | 1983–84   | 세리에 A  | 30   | 13   | 7             | 0             | 9    | 2    | 46   | 15   |
| 유벤투스      | 1984–85   | 세리에 A  | 27   | 3    | 6             | 2             | 10   | 5    | 43   | 10   |
| 유벤투스      | 합계      | 합계      | 83   | 24   | 24            | 7             | 28   | 13   | 135  | 44   |
| 밀란          | 1985–86   | 세리에 A  | 20   | 2    | 3             | 1             | 3    | 0    | 26   | 3    |
| 엘라스 베로나 | 1986–87   | 세리에 A  | 20   | 4    | 7             | 3             | 0    | 0    | 27   | 7    |
| 경력 합계     | 경력 합계 | 경력 합계 | 251  | 103  | 54            | 17            | 36   | 14   | 341  | 134  |

### 국가대표팀
| 국가대표팀 | 연도 | 출장 | 골 |
| ---------- | ---- | ---- | -- |
| 이탈리아   | 1977 | 1    | 0  |
| 이탈리아   | 1978 | 10   | 4  |
| 이탈리아   | 1979 | 5    | 3  |
| 이탈리아   | 1980 | 3    | 0  |
| 이탈리아   | 1981 | 0    | 0  |
| 이탈리아   | 1982 | 11   | 6  |
| 이탈리아   | 1983 | 7    | 2  |
| 이탈리아   | 1984 | 6    | 3  |
| 이탈리아   | 1985 | 3    | 2  |
| 이탈리아   | 1986 | 2    | 0  |
| 합계       | 합계 | 48   | 20 |

### 국가대표팀 득점 기록
아래의 점수에서 왼쪽의 점수가 이탈리아의 점수이며, 점수 열은 로시의 득점 상황 당시의 점수를 나타낸다.
| #  | 날짜             | 장소                                 | 상대         | 점수 | 결과 | 대회             |
| -- | ---------------- | ------------------------------------ | ------------ | ---- | ---- | ---------------- |
| 1  | 1978년 6월 2일   | 마르 델 플라타 문디알리스타          | 프랑스       | 1–1  | 2–1  | 1978년 월드컵    |
| 2  | 1978년 6월 6일   | 마르 델 플라타 문디알리스타          | 헝가리       | 1–0  | 3–1  | 1978년 월드컵    |
| 3  | 1978년 6월 18일  | 부에노스 아이레스 엘 모누멘탈        | 오스트리아   | 1–0  | 1–0  | 1978년 월드컵    |
| 4  | 1978년 12월 21일 | 로마 올림피코                        | 스페인       | 1–0  | 1–0  | 친선경기         |
| 5  | 1979년 2월 24일  | 밀라노 산 시로                       | 네덜란드     | 2–0  | 3–0  | 친선경기         |
| 6  | 1979년 5월 26일  | 로마 올림피코                        | 아르헨티나   | 2–1  | 2–2  | 친선경기         |
| 7  | 1979년 6월 13일  | 자그레브 막시미르                    | 유고슬라비아 | 1–0  | 1–4  | 친선경기         |
| 8  | 1982년 7월 5일   | 바르셀로나 사리아                    | 브라질       | 1–0  | 3–2  | 1982년 월드컵    |
| 9  | 1982년 7월 5일   | 바르셀로나 사리아                    | 브라질       | 2–1  | 3–2  | 1982년 월드컵    |
| 10 | 1982년 7월 5일   | 바르셀로나 사리아                    | 브라질       | 3–2  | 3–2  | 1982년 월드컵    |
| 11 | 1982년 7월 8일   | 바르셀로나 캄 노우                   | 폴란드       | 1–0  | 2–0  | 1982년 월드컵    |
| 12 | 1982년 7월 8일   | 바르셀로나 캄 노우                   | 폴란드       | 2–0  | 2–0  | 1982년 월드컵    |
| 13 | 1982년 7월 11일  | 마드리드 산티아고 베르나베우         | 서독         | 1–0  | 3–1  | 1982년 월드컵    |
| 14 | 1983년 10월 5일  | 바리, 라 비토리아                    | 그리스       | 3–0  | 3–0  | 친선경기         |
| 15 | 1983년 12월 22일 | 페루자 레나토 쿠리                   | 키프로스     | 3–1  | 3–1  | 유로 1984 예선전 |
| 16 | 1984년 2월 4일   | 로마 올림피코                        | 멕시코       | 2–0  | 5–0  | 친선경기         |
| 17 | 1984년 2월 4일   | 로마 올림피코                        | 멕시코       | 3–0  | 5–0  | 친선경기         |
| 18 | 1984년 2월 4일   | 로마 올림피코                        | 멕시코       | 4–0  | 5–0  | 친선경기         |
| 19 | 1985년 2월 5일   | 더블린 델리마운트 파크               | 아일랜드     | 1–0  | 2–1  | 친선경기         |
| 20 | 1985년 4월 3일   | 아스콜리 피체노 치노 에 릴로 델 두카 | 포르투갈     | 2–0  | 2–0  | 친선경기         |

## 수상
비첸차
- 세리에 B: 1976–77

유벤투스
- 세리에 A: 1981–82, 1983–84
- 코파 이탈리아: 1982–83
- 유러피언컵
  - 우승: 1984–85
  - 준우승: 1982–83[31]
- 유러피언 컵위너스컵: 1983–84
- UEFA 슈퍼컵: 1984

이탈리아
- 월드컵: 1982

개인
- 세리에 A 득점왕: 1977–78 (24골)[32]
- 세리에 B 득점왕: 1976–77 (21골)[33]
- 월드컵 실버볼: 1978[14][34]
- 월드컵 대회의 선수단: 1978, 1982[35]
- 가체타 올해의 선수: 1978[36]
- FIFA XI: 1979, 1986[37]
- 월드컵 골든슈: 1982[14]
- 월드컵 골든볼: 1982[14][34]
- 옹즈도르: 1982[38]
- 발롱도르: 1982[39]
- 월드 사커 올해의 선수: 1982[40]
- 레키프 왕중왕: 1982[41]
- 구에린 스포르티보 올해의 선수: 1982
- 구에린 스포르티보 올해의 선수단: 1982
- 유러피언컵 득점왕: 1982–83[42]
- 월드 사커 20세기를 빛낸 100명의 선수들 42위[43]
- FIFA 100[5]
- UEFA 50주년 여론 조사 12위[44]
- 골든 풋 전설상: 2007[45]
- 이탈리아 축구 명예의 전당: 2016[46]